# Narcissus cardonae
Narcissus cardonae är en amaryllisväxtart som beskrevs av Lloret och Francisco Javier Fernández Casas. Narcissus cardonae ingår i släktet narcisser, och familjen amaryllisväxter.
Artens utbredningsområde är Spanien. Inga underarter finns listade i Catalogue of Life.